# Druhá vláda Antonína Švehly
Druhá vláda Antonína Švehly existovala od 9. prosince 1925 do 18. března 1926. Byla poslední vládou tzv. všenárodní koalice a zároveň 7. československou vládou období první republiky.
Vláda neměla v parlamentu většinu a od počátku bylo již jasné, že nebude mít dlouhého trvání. Prezident Masaryk i premiér Švehla ji považovali za přechodnou, přičemž samotný Masaryk si místo ní původně přál vládu úřednickou.
17. března odešli z koalice národní socialisté a sociální demokraté a vláda ztratila většinu ve sněmovně. Předseda vlády Antonín Švehla podal následně demisi. Vlády se následně ujala úřednická vláda.

## Složení vlády
| Strana                                            | Strana                                                         | Portfej                              | Ministr        | Období    |
| ------------------------------------------------- | -------------------------------------------------------------- | ------------------------------------ | -------------- | --------- |
|                                                   | Republikánská strana zemědělského a malorolnického lidu        | Ministerský předseda                 | Antonín Švehla | 1925-1926 |
| Ministr školství a národní osvěty                 | Republikánská strana zemědělského a malorolnického lidu        | Otakar Srdínko                       | 1925-1926      |           |
| Ministr spravedlnosti                             | Republikánská strana zemědělského a malorolnického lidu        | Karel Viškovský                      | 1925-1926      |           |
| Ministr zemědělství                               | Republikánská strana zemědělského a malorolnického lidu        | Milan Hodža                          | 1925-1926      |           |
|                                                   | Československá strana socialistická                            | Ministr zahraničních věcí            | Edvard Beneš   | 1925-1926 |
| Ministr národní obrany                            | Československá strana socialistická                            | Jiří Stříbrný                        | 1925-1926      |           |
| Ministr veřejného zdravotnictví a tělesné výchovy | Československá strana socialistická                            | Alois Tučný                          | 1925-1926      |           |
|                                                   | Československá sociálně demokratická strana dělnická           | Ministr železnic                     | Rudolf Bechyně | 1925-1926 |
| Ministr sociální péče                             | Československá sociálně demokratická strana dělnická           | Lev Winter                           | 1925-1926      |           |
| Ministr unifikací                                 | Československá sociálně demokratická strana dělnická           | Lev Winter (správce)                 | 1925-1926      |           |
| Ministr unifikací                                 | Československá sociálně demokratická strana dělnická           | Ivan Dérer                           | 1926           |           |
|                                                   | Československá strana lidová                                   | Ministr pošt a telegrafů             | Jan Šrámek     | 1925-1926 |
| Ministr pro zásobování lidu                       | Československá strana lidová                                   | Josef Dolanský                       | 1925-1926      |           |
| Ministr vnitra                                    | Československá strana lidová                                   | František Nosek                      | 1925-1926      |           |
|                                                   | Československá národní demokracie                              | Ministr průmyslu, obchodu a živností | Jan Dvořáček   | 1925-1926 |
|                                                   | Československá živnostensko-obchodnická strana středostavovská | Ministr veřejných prací              | Rudolf Mlčoch  | 1925-1926 |
|                                                   | Nestraničtí ministři                                           | Ministr financí                      | Karel Engliš   | 1925-1926 |
| Ministr pro správu Slovenska                      | Nestraničtí ministři                                           | Jozef Kállay                         | 1925-1926      |           |

### Změny ve vládě
- 5. ledna 1926 vystřídal Ivan Dérer dosavadního správce úřadu ministra pro sjednocení zákonů a organizace správy Lva Wintera.